# 名古屋市立春田小学校
名古屋市立春田小学校（なごやしりつ はるだしょうがっこう）は、愛知県名古屋市中川区にある市立小学校。

## 沿革
- 1977年 - 開校、体育館兼講堂完成、開校記念式典
- 1979年 - 南校舎竣工
- 1981年 - 校旗作製、校内テレビ放送開始
- 1987年 - 開校10周年記念式典
- 1988年 - コンピュータ設置
- 1992年 - 花と水のふれあい広場完成
- 1996年 - 南校舎増築竣工
- 1997年 - 開校20周年記念式典
- 2000年 - インターネット接続
- 2003年 - ホームページ開設
- 2004年 - 体育館耐震工事、防犯カメラ設置
- 2007年 - 開校30周年記念式典

## 学区区域
- 名古屋市中川区春田1～5丁目
- 名古屋市中川区東春田1～3丁目
- 名古屋市中川区西伏屋1～3丁目
- 名古屋市中川区富田町長須賀（長田）
- 名古屋市中川区富田町榎津（一部）
- 名古屋市中川区富田町春田（一部）

## 教育目標
人間性豊かな春田の子ども
1. 「よく考える子」
2. 「思いやりのある子」
3. 「健康でたくましい子」

## 学校教育の努力点
健康でたくましい春田っ子の育成

～運動の楽しさと味わわせる授業と運動集会を工夫して～

## 目指す学校像
笑顔がいっぱい（たちつてと）とっても楽しい春田小
- た…楽しみのある学校
- ち…チャレンジする学校
- つ…通信のある学校
- て…徹底的に指導する学校
- と…共に学び合う学校

## 部活動

### 運動部
- 野球
- ソフトボール
- バスケットボール
- サッカー
  - 2007年度までは水泳部もあったが、現在はない。

### 文化部・その他
- 器楽

## フラワーブラボーコンクール
春田小学校は、FBC花壇というものを設けており、毎回名古屋市の「FBC（フラワーブラボーコンクール）」に応募し、何度か賞を受賞している。花壇のデザインは春・秋コンテストともに児童作成のデザインから春田小園芸委員会が選定する。